# Лис Марина Олександрівна
Марина Олександрівна Лис (нар. 25 серпня 1977) — білоруська футболістка, нападниця, тренерка. Виступала за збірну Білорусі. Майстер спорту Республіки Білорусь.

## Життєпис
Більшу частину ігрової кар'єри провела в клубах Білорусі. Неодноразова чемпіонка та призерка чемпіонату країни, володарка Кубку Білорусі та Суперкубку країни. У тому числі перемагала в національному чемпіонаті в складі «Бобруйчанки» (1999-2002), вітебського «Університету-Двіна» (2005). Учасниця матчів Ліги чемпіонів (раніше — Кубку УЄФА). У 2007 році в складі клубу «Зорка-БДУ» (Мінськ) забила 41 м'яч у чемпіонаті, що було клубним рекордом. В останньому сезоні в кар'єрі, в 2010 році відзначилася 19 голами в 22 матчах і посіла третє місце в суперечці снайперів ліги.
Також виступала за кордоном — у німецькому клубі «Турбіне» (Потсдам) і російської «Ладі» (Тольятті).
Більше 10 років виступала за збірну Білорусі. Авторка хет-трику у 2010 році в ворота збірної Македонії (6:0).
В останні роки ігрової кар'єри почала працювати дитячою тренеркою. З липня 2011 року по кінець 2012 року — головна тренерка клубу вищої ліги «Зорка-БДУ», під її керівництвом клуб посів друге (2011) і третє (2012) місце в чемпіонаті, став фіналістом (2011) і володарем (2012) Кубку країни. Пізніше працювала тренеркою молодіжної та дівочої збірних Білорусі. Має тренерську ліцензію «В».
Закінчила БДУФК (1998).